# Hollydays
Hollydays est un groupe de musique français composé d'Elise Preys et Sébastien Delage ayant signé chez le label Polydor.
Après avoir sorti trois EP, Des animaux en 2014, Les insatisfaits en 2015 et L'odeur des joints au début de 2018, leur premier album Hollywood Bizarre sort en novembre 2018.
Le duo a annoncé la fin de Hollydays le 5 octobre 2020 sur les réseaux sociaux. 